# Joe Spano

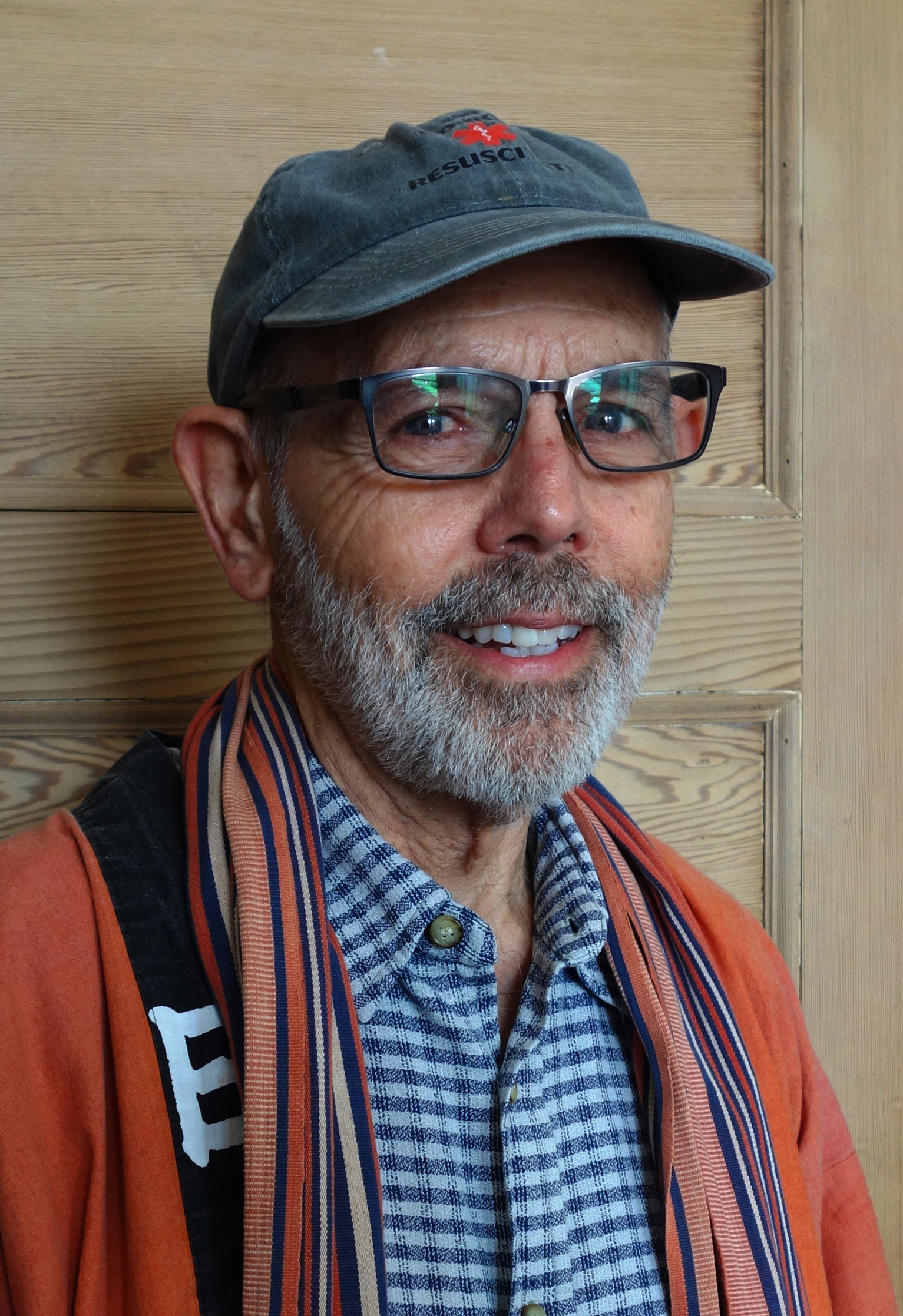
Joe Spano, 2022

Joe Spano (* 7. Juli 1946 in San Francisco, Kalifornien) ist ein US-amerikanischer Schauspieler. Bekanntheit erlangte er durch seine für einen Emmy nominierte Rolle in der US-Fernsehserie Polizeirevier Hill Street und als FBI-Special Agent Tobias Fornell in Navy CIS.

## Leben
Joe Spano wurde als Sohn von Virginia Jean (geborene Carpenter) und Vincent Dante Spano, einem Arzt, in San Francisco im US-Bundesstaat Kalifornien geboren. Er besuchte die Archbishop Riordan High School in San Francisco und graduierte an der University of California, Berkeley. Spano ist meist in Gastrollen verschiedener Fernsehserien und in kleineren Filmrollen zu sehen. Zu seinen größeren Serienrollen gehört von 1981 bis 1987 die Rolle des Detective Henry Goldblume in der Fernsehserie Polizeirevier Hill Street. 1989 erhielt er den Primetime Emmy Award als bester Gastdarsteller für seine Rolle als John Saringo in der Dramaserie Der Nachtfalke. Seit 2003 spielt er die wiederkehrende Rolle des FBI-Agenten Tobias Fornell in der Krimiserie Navy CIS.
Mit seiner Frau Joan, einer Therapeutin, adoptierte er zwei Mädchen.

## Filmografie (Auswahl)
- 1973: American Graffiti
- 1980: Harte Zeiten für Schutzengel (Fighting Back)
- 1981–1987: Polizeirevier Hill Street (Hill Street Blues, Fernsehserie, 143 Folgen)
- 1985: Todespoker
- 1986: Love Struck (Kurzfilm)
- 1990: Das große Erdbeben in L.A. (The Big One: The Great Los Angeles Earthquake; Fernsehfilm)
- 1995: Apollo 13
- 1995–1996: Murder One (Fernsehserie, 15 Folgen)
- 1996: Zwielicht (Primal Fear)
- 1997: Akte X – Die unheimlichen Fälle des FBI (The X-Files, Fernsehserie, Folgen 4x17, 4x18)
- 1998: JAG – Im Auftrag der Ehre (JAG, Fernsehserie, Folge 3x22 Die Hölle von Montecassino)
- 1998: From the Earth to the Moon (From the Earth to the Moon, Miniserie)
- 1998: Nash Bridges (Fernsehserie, Folge 4x11)
- 1999: Ein Hauch von Himmel (Touched by an Angel, Folge 6x01)
- 2001: Providence (Fernsehserie, 3 Folgen)
- 2002: Das Tribunal
- 2002–2003: New York Cops – NYPD Blue (NYPD Blue, Fernsehserie, 16 Folgen)
- seit 2003: Navy CIS (NCIS, Fernsehserie)
- 2004: Polizeibericht Los Angeles (L.A. Dragnet, Fernsehserie, Folge 2x09)
- 2006: Standoff (Fernsehserie, Folge 1x02)
- 2006: The Closer (Fernsehserie, Folge 2x02)
- 2006: Crossing Jordan – Pathologin mit Profil (Crossing Jordan, Fernsehserie, Folge 5x15)
- 2006: Die Hollywood-Verschwörung (Hollywoodland)
- 2007: Das perfekte Verbrechen (Fracture)
- 2008: Frost/Nixon
- 2010: In Plain Sight – In der Schusslinie (In Plain Sight, Fernsehserie, Folge 3x13)
- 2012: The Mentalist (Fernsehserie, Folge 4x15)